# Lya Mara
Lya Mara, właściwie: Aleksandra Gudowiczówna (ps. także Mia Mara; ur. 1 sierpnia 1897 w Rydze, zm. 1 marca 1960 w szwajcarskim kantonie Ticino) – niemiecka aktorka kina niemego, z pochodzenia Polka.

## Życiorys
Aleksandra Gudowiczówna urodziła się w polskiej rodzinie zamieszkującej Rygę, gdy miała czternaście lat (1911 r.) jej rodzina przeprowadziła się do Warszawy. Początkowo na skutek fascynacji postacią Marii Skłodowskiej-Curie chciała zostać chemiczką, ale gdy dorosła jej plany uległy radykalnej zmianie i podjęła naukę tańca.

## Kariera filmowa
Po raz pierwszy wystąpiła w filmie pt. „Chcemy męża” w 1916 r. grając jako Mia Mara. Występowała też w innych produkcjach Aleksandra Hertza. Były to krótkie filmy nieme, a role grane przez Aleksandrę Gudowiczównę należały do drugoplanowych. Rok później razem z Polą Negri zagrała w obrazie „Bestia”. Ponieważ w tym czasie Warszawa należała do Cesarstwa Niemieckiego, więc bez większych problemów Pola Negri wyjechała do Berlina dokąd zaprosiła Gudowiczównę. Pierwszą rolę zagrała pod pseudonimem Lya Mara w niemieckim filmie Halkas Gelöbnis w 1918 r., jego reżyserem był Alfred Halm. Halm również reżyserował kolejny film, w którym wystąpiła Lya Mara, nosił on tytuł Jadwiga. Producentem i drugim reżyserem obu obrazów był Frederic Zelnik, który w tym samym roku został jej mężem. Od tego momentu kariera Lya Mary bardzo rozwinęła się, grała praktycznie we wszystkich filmach produkowanych przez męża, który kreował ją na główną niemiecką gwiazdę filmową. Dwa lata po ślubie studio Frederica Zelnika zmieniło nazwę na Zelnik-Mara-Film GmbH. Popularności Lya Mary dodawało umieszczanie jej zdjęć na widokówkach, opakowaniach czekoladek, reklamach papierosów itp. Frederic Zelnik i jego żona w ówczesnych czasach byli jedną z najsławniejszych niemieckich par, gościli w swoim domu wiele sławnych osobistości. W drugiej połowie 1920 r. Lya Mara uległa ciężkiemu wypadkowi samochodowemu, po którym przez kilka miesięcy dochodziła do zdrowia. W 1929 r. nadeszła era kina dźwiękowego, w którym aktorka nie mogła się odnaleźć. Frederic Zelnik został dyrektorem pierwszej niemieckiej firmy udźwiękawiającej obce produkcje i nadal reżyserował filmy. Jego żona wystąpiła tylko w jednym z nich, był to nakręcony w 1931 r. film Jeder fragt nach Erika. Dwa lata później (1933 r.) Adolf Hitler doszedł do władzy i Frederic Zelnik wraz z żoną wyjechał do Londynu. Nie wystąpiła również w kolejnych filmach reżyserowanych przez męża, które nagrywano w Wielkiej Brytanii i Holandii przed 1939 r. Frederic Zelnik zmarł w Londynie w 1950 r., po jego śmierci Lya Mara opuściła Wielką Brytanię i zamieszkała w Szwajcarii, gdzie zmarła w 1960 r.

## Filmografia
Filmy długo- i krótkometrażowe w których występowała Lya Mara:
1916
- Chcemy męża/Trzy córki na wydaniu (jako Mia Mara)
- Wściekły rywal - krótkometrażowy (jako Mia Mara)
- Studenci (jako Stasia Majewska)

1917
- Bestia - krótkometrażowy (jako Mia Mara)
- Ballzauber - krótkometrażowy

1918
- Halkas Gelöbnis
- Jadwiga
- Geschichte einer Gefallenen
- Das Geschlecht der Schelme - I część
- Das Geschlecht der Schelme - II część
- Die Nonne und der Harlekin
- Die Rothenburger/Leib und Seele
- Die Rose von Dschiandur (jako Saidjah)
- Die Serenyi

1919
- Charlotte Corday (jako Charlotte Corday)
- Maria Evere (jako Maria Evere, aktorka)
- Die kleine Stasiewska
- Die Erbin des Grafen von Monte Christo (jako Helene Montfort)
- Das Haus der Unschuld
- Anna Karenina (jako Anna Karenina)
- Margarete. Die Geschichte einer Gefallenen (jako Margarete)
- Manon. Das hohe Lied der Liebe (jako Manon)
- Die Damen mit den Smaragden
- Das Fest der Rosella (jako Rosella)

1920
- Eine Demimonde-Heirat (jako Iza)
- Die Prinzessin vom Nil (jako Naomi)
- Die Erlebnisse der berühmten Tänzerin Fanny Elßler (jako Fanny Elßler)
- Kri-Kri, die Herzogin von Tarabac (jako Kri-Kri)
- Der Apachenlord
- Fasching
- Wer unter Euch ohne Sünde ist...
- Yoshiwara, die Liebesstadt der Japaner (jako Toyu, gejsza)

1921
- Die Geliebte des Grafen Varenne (jako Die Geliebte)
- Miss Beryll... Die Laune eines Millionärs (jako Miss Beryll)
- Aus den Memoiren einer Filmschauspielerin
- Trix, der Roman einer Millionärin
- Die Dame mit den Smaragden
- Tanja, die Frau an der Kette (jako Tanja Fedorovna)
- Das Mädel vom Piccadilly - I część
- Das Mädel vom Piccadilly - II część
- Die Ehe der Fürstin Demidoff (jako księżniczka Demidoff)

1922
- Die Geliebte des Königs
- Yvette, die Modeprinzessin
- Die Tochter Napoleons (jako Marion)
- Erniedrigte und Beleidigte
- Das Mädel aus der Hölle
- Lyda Ssanin (jako Lyda Sann)
- Die Männer der Sybill

1923
- Daisy. Das Abenteuer einer Lady
- Auferstehung. Katjuscha Maslowa
- Nelly, die Braut ohne Mann

1924
- Die Herrin von Monbijou
- Das Mädel von Capri
- Auf Befehl der Pompadour (jako Lucienne, jego siostrzenica)
- Ein Weihnachtsfilm für Große - krótkometrażowy

1925
- Freudlose Gasse, Die with Greta Garbo in the main part
- Die Venus von Montmartre (jako Joujou)
- Die Kirschenzeit - krótkometrażowy
- Frauen, die man oft nicht grüßt (jako Nina)
- Zatracona ulica (jako kobieta, niewymieniona w napisach)

1926
- Die Försterchristl (jako Försterchristl)
- An der schönen blauen Donau - I część (jako Mizzi Staudinger)
- Die lachende Grille (jako mała Fadette)

1927
- Der Zigeunerbaron (jako Saffi)
- Die Weber
- Das tanzende Wien. An der schönen blauen Donau - II część (jako hrabina Frizzi Zirsky)

1928
- Heut' tanzt Mariett (jako Mariett)
- Mary Lou (jako Mary-Lou)

1929
- Mein Herz ist eine Jazzband (jako Jessie)
- Der rote Kreis (jako Thalia Drummond)

1931
- Jeder fragt nach Erika (jako Erika Poliakoff)